# Tabelbala
Tabelbala (em árabe: تبلبالة, Korandje: tsawərbəts) é uma cidade localizada na Argélia na região de Bechar.

## Ligações Externas
- http://www.maplandia.com/algeria/bechar/tabelbala/